# Scopula cariata
Scopula cariata là một loài bướm đêm trong họ Geometridae.